# Hämsko

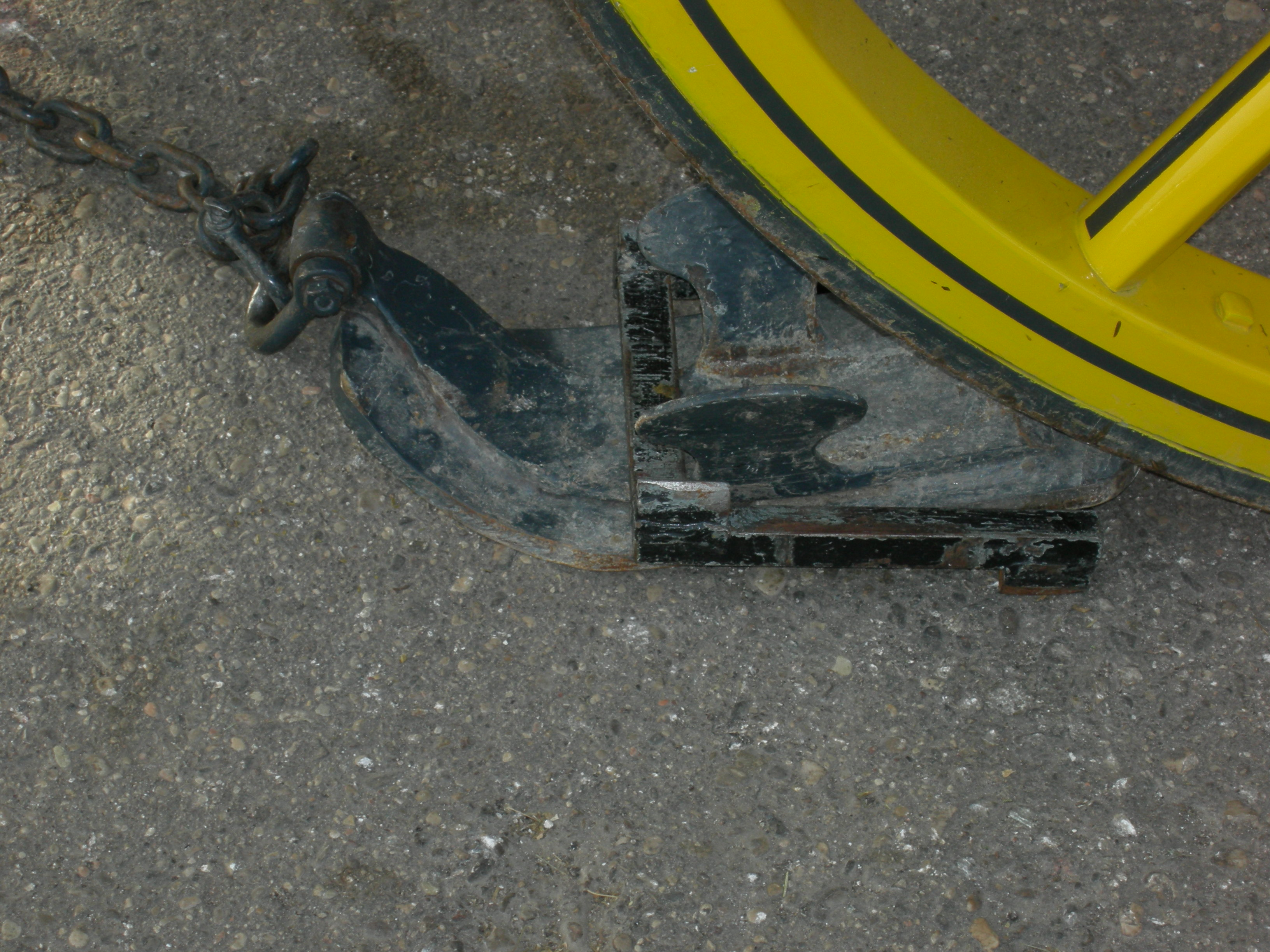
Hämsko för en hästdragen vagn

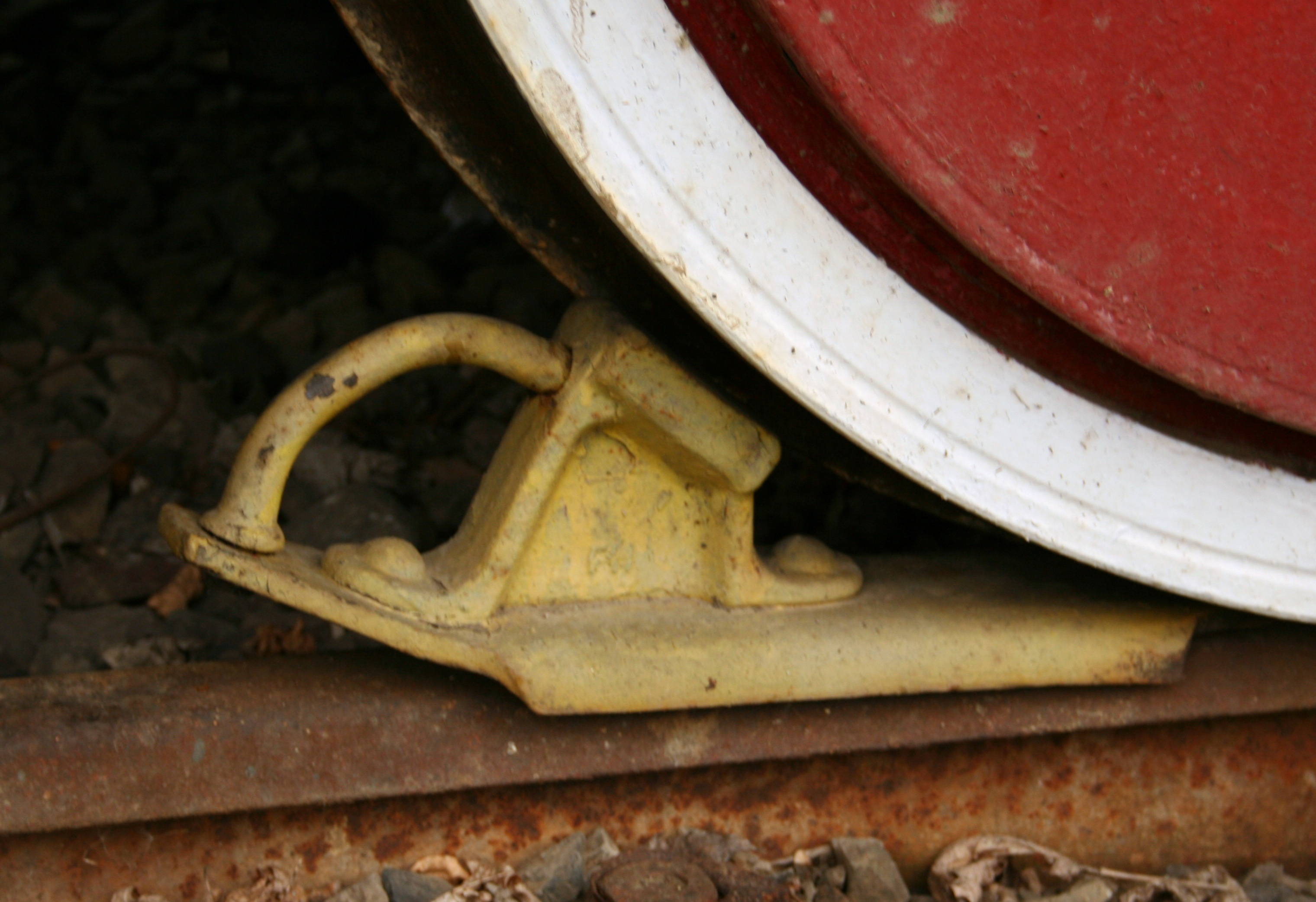
Bromssko för ett järnvägsfordon.

Hämsko (av tyska Hemmschuh), även bromssko, är en gammal benämning på ett redskap som inrättats i avsikt att hindra en hästdragen vagns rullning utför en sluttning. Spärranordningens funktion verkställs i regel av en något konkav järnplatta, vilken släpande i en vid vagnen angjord kätting läggs under ett av de bakre hjulen, varigenom hjulets vridning hindras. 
Liknande redskap finns även för att bromsa eller spärra järnvägsfordon och kallas normalt bromssko.
I överförd bemärkelse kan ordet även förekomma i vissa bildliga uttryck som betecknar en slags besvärande faktor som hämmar utvecklingen. Exempelvis kan man ”sätta (en) hämsko på något”.
- Wikimedia Commons har media som rör Hämsko.